# Fédération sportive du Groenland
 (mars 2023).
Si vous disposez d'ouvrages ou d'articles de référence ou si vous connaissez des sites web de qualité traitant du thème abordé ici, merci de compléter l'article en donnant les références utiles à sa vérifiabilité et en les liant à la section « Notes et références ».
 (mars 2023).
La fédération sportive du Groenland (ou confédération sportive du Groenland) est l'organisation regroupant l'ensemble des fédérations organisant les différents sports au Groenland.
Les fédérations qui y sont affiliées sont
- La fédération du Groenland de badminton.
- La fédération du Groenland de football.
- La fédération du Groenland de handball.
- La fédération du Groenland de kayak.
- La fédération du Groenland de ski.
- La fédération du Groenland de taekwon-do.
- La fédération du Groenland de tennis de table.
- La fédération du Groenland de volley-ball.